# Avenida Circunvalación Américo Vespucio
La Avenida Circunvalación Américo Vespucio o Ruta CH-70 es una vía que recorre la ciudad de Santiago de Chile en forma de anillo que antiguamente delimitaba el perímetro entre la urbe misma y sus suburbios. Su extensión total es de 64,8 kilómetros.La circunvalación tiene el carácter de autopista en gran parte de su trazado, existiendo actualmente tres concesiones: la Autopista Vespucio Norte Express entre Avenida El Salto y la Autopista del Sol, la Autopista Vespucio Sur entre la Autopista del Sol y Avenida Grecia, y la Autopista Vespucio Oriente entre Avenida El Salto y Avenida Príncipe de Gales. Se prevé que hacia el año 2028 se finalice la extensión de la Autopista Vespucio Oriente hasta Avenida Grecia, así cerrando el anillo completo en estándar de autopista.
La circunvalación atraviesa las comunas de Quilicura, Huechuraba, Conchalí, Recoleta, Vitacura, Las Condes, La Reina, Ñuñoa, Peñalolén, Macul, La Florida, La Granja, San Ramón, La Cisterna, Lo Espejo, Cerrillos, Maipú, Pudahuel, Cerro Navia y Renca.  

## Historia
Antiguamente esta avenida era conocida como la Ruta 70, pues ese es normativamente su nombre original. Hay un tramo en el sector oriente (entre Avenida Irarrázaval-Avenida Larraín y Avenida Francisco Bilbao) que recibe el nombre de Avenida Ossa, entre las comunas de La Reina y Ñuñoa.
En el tramo sur ocupó la antigua calle Manuel Rodríguez, que unía las comunas de La Granja y La Cisterna, entre los paraderos 25 de Avenida Santa Rosa y la Gran Avenida José Miguel Carrera; al oeste de Gran Avenida la calle se denominaba Progreso.

## Transporte público

### Red Metropolitana de Movilidad
Varios servicios del servicio público de buses usan las pistas de la circunvalación para conectar de forma más rápida sectores extremos de la ciudad de Santiago. Los siguientes recorridos conectan directamente con la avenida:
| Unidad   | Recorridos |
| -------- | --- |
| Unidad 2 | 201 - 204n - 210/e/v - 211 - 212 - 216 - 219e - 224/c - 225 - 227 - 229 - 230 - 262n - 264n - 272 - G05 - G11 - G12 - G15                                                |
| Unidad 3 | 111 - 113e - 119 - 121 - 302/e - 303e - 308 - 314/c - 315e - 325 - 348 - D13 - E02 - E06 - E14 - E16 - E17 - H03 - H08 - I04 - I05 - I07 - I08/c - I12 - I14 - I20 - I24 |
| Unidad 4 | 286 - D01 - D02 - D03/c - D07/c - D09 - D10 - D15 - D18 |
| Unidad 5 | 110/c - 118 - 422 - 424 - 501 - 502 - 504 - 505 - 506/e/v - 507/c - 508 - 510 - 511 - 513 - 514/c - 516 - 518 - 519 - 542 - 546e - 555 - J01 - J07/c/e - J08             |
| Unidad 7 | 405 - 417e - 432n |
| US 1     | 120 - 722 - B07 - B08 - B09 - B13 - B16 - B18/e - B20 - B25 |
| US 2     | 124 - 213e - 712 - B19 - C18 - F25e - F30n |
| US 3     | 104 - 114 - C01 - C02 |
| US 4     | B05 - B11 - C03 - C06 - C07 - C11 - C15 - C19 - C20 - C22 - C28 |
| US 5     | 107 - 117 - 405c - 420 - 445c - C01c - D08 - D14 - D16 - D20 |
| US 6     | 403 - 404/c - 412 - 418 - 425 - 428/c/e - 429/c - 430 - 435 |